# Моравичанске-Езеро
Мо́равичанске-Езеро (чеш. Moravičanské jezero) — затопленный гравийный карьер возле северо-восточной окраины города Могельнице на востоке Чехии. Располагается в районе Шумперк Оломоукого края. Водоём и прилегающая к нему местность являются охраняемой природной территорией: как часть охраняемой ландшафтной области Литовельске-Поморави и с 1994 до 2010 года — в статусе природного резервата.
Площадь акватории 33,7 га, максимальная глубина — 17 м, уровень воды находится на высоте 247,1 м над уровнем моря. Южный берег обрывистый. Сток из водоёма идёт в Мораву, протекающую вдоль восточного берега. Через канал на севере Моравичанске-Езеро сообщается с соседним карьером Ясенске-Езеро площадью 56,1 га